# Ахроматопсија
Ахроматопсија је ретка, обострана наследна дегенерација мрежњаче која утиче на сва три типа фоторецепторских ћелија конуса, што доводи до смањене оштрине вида, фотофобије, хемералопије и озбиљног губитка спсобности за разликовање боја.
Болест може бити комплетна са потпуним недостатком функције очног конуса, такође позната као монохромазија штапа, или некомплетна са смањеном функцијом очног конуса. Ретинална ахроматопсија се разликује од церебралне ахроматопсије (коју карактерише лоша дискриминације боја због церебралне патологије). Ахроматопсија се такође разликује од чешћих облика слепила за боје по томе што су сва три типа чуњева дефектна.

## Епидемиологија
Процењује се да ахроматопсија погађа отприлике 1 од 30.000 особа широм света. 
Острво Пингелап у земљи Микронезије има јединствено високу преваленцију ахроматопсије. Ову појаву популаризовала је књига покојног писца Оливера Сакса „Острво далтониста“. Након тајфуна касних 1700-их који је драматично смањио популацију, преваленција ахроматопсије порасла је на скоро 10% због наследног ефекта изазваног високом хомозиготном мутацијом у ЦНГА3 гену
ЦНГБ3 је чешћи ген узрочних ахроматопсије у Европи и САД, док ЦНГА3 ген  више погађа становништво на Блиском истоку и у Кини. 

## Патофизиологија
Ахроматопсија је аутозомно рецесивна болест која утиче на све три врсте ретиналних чуњева. Најчешће мутације утичу на гене који кодирају или регулишу подјединице катјонских канала са конусним цикличним нуклеотидима (ЦНГ), укључујући ЦНГБ3 у 50% случајева и ЦНГА3 у 25% случајева.  
До данас је регистровано скоро 100 мутација у ЦНГА3 и ЦНГБ3 гена повезаних са ахроматопсијом код људи.  Подјединице катјонских канала са конусним цикличним нуклеотидима се налазе на ћелијским мембранама спољашњег сегмента фоторецептора и укључени су у трансдукцију сигнала. Ове мутације доводе до значајног пада функције конуса. Други умешани гени који чине мањи део случајева ахроматопсије укључују ГНАТ2, ПДЕ6Ц, ПДЕ6Х и АТФ6 гене.

## Дијагноза
Електроретинографија (ЕРГ) је златни стандард за дијагнозу ахроматопсије. Функција очног конуса је озбиљно или потпуно смањена док је функција штапића нормална.
Оптичка кохерентна томографија (ОЦТ) може пружити дијагностичку помоћ, као и увид у структуру дисфункционалних конусних ћелија. Хипорефлективни „оптички јаз“ може се наћи на фовеи који одговара фовеалном губитку спољних сегмената фоторецептора. Овај налаз није специфичан за ахроматопсију и може се видети и код других дегенерација мрежњаче као што су Старгардова болест, окултна макуларна дистрофија и дистрофије конуса.  
Описано је да болест пролази кроз секвенцијалне фазе које се могу пратити на ОЦТ (види табелу) Међутим, није пронађена повезаност функционалног опадања са овом предложеном секвенцом. ОЦТ стадијуми  можда нису секвенцијални за све пацијенте и могу представљати завршне фазе различитих степена дисфункције конуса.
| Фаза | Опис                                                                                 |
| ---- | ------------------------------------------------------------------------------------ |
| 1    | Нетакнута спољашња ретина                                                            |
| 2    | Поремећај елипсоидне зоне                                                            |
| 3    | Оптички празан простор                                                               |
| 4    | Оптички празан простор са делимичним поремећајем пигментног епитела ретине           |
| 5    | Губитак спољашњег нуклеарног слоја и/или потпуни поремећај пигментног епитела ретине |

## Терапија

### Генска терапија
Како је ахроматопсија повезана са само неколико мутација једног гена, она је добар кандидат за генску терапију. Генска терапија је техника за убризгавање функционалних гена у ћелије којима су потребни, замењујући или поништавајући оригиналне алеле повезане са ахроматопсијом, чиме се болест лечи – барем делимично. Ахроматопсија је у фокусу генске терапије од 2010. године, када је ахроматопсија код паса делимично излечена. Неколико клиничких испитивања на људима је у току са различитим резултатима.

### Ајборг технологија
Од 2003. године, кибернетички уређај под називом ајборг омогућава људима да перципирају боју преко звучних таласа. Овај облик сензорне замене мапира нијансу коју опажа камера која се носи на глави у висини ока која се доживљава кроз коштану проводљивост према сонохроматској скали. Ово омогућава ахроматима (или чак потпуно слепима) да перципирају - или процене - боју објекта. Ахромат и уметник Нил Харбисон је први употребио ајборг почетком 2004. године, што му је омогућило да почне да слика у боји. Од тада је деловао као портпарол технологије.

### Остало
Док генска терапија  ајборг тренутно могу имати ниску примену код ахромата, постоји неколико практичних начина да ахромати управљају својим стањем:
- Неке боје се могу проценити коришћењем филтера у боји. Упоређивањем светлине боје којом се са и без филтера (или између два различита филтера), боја се може проценити.  У неким америчким државама, ахромати могу да користе црвени филтер током вожње да би одредили боју семафора.

- Да би се ублажила фотофобија која потиче од хемералопије, тамноцрвени филтери или филтери боје шљиве као наочаре за сунце или затамњени контакти су од велике помоћи у смањењу осетљивости на светлост.
- Да би управљали ниском оштрином вида која је типична за ахроматопсију, ахромати могу да користе телескопске системе, посебно када возе, да повећају резолуцију објекта који је  од интереса.

## Генетско саветовање
Болест је аутозомно рецесивна и требало би размотрити упућивање на генетско саветника пацијенте и чланове њихових породица.

## Прогноза
Пацијенти обично одржавају видну функцију која се развија током детињства. Иако симптоматски пацијенти често остају стабилни, неколико студија је указало да развој структурних промена фовеалне ћелије у вези са узрастом може утицати на споро прогресивну дегенерацију и губитак ћелија фоторецептора очног конуса код оболелих пацијената.  
Лонгитудинална студија спровдена са 17 пацијената у Италији открила је споро погоршање макуларне структуре у годинама након дијагнозе.